# Mumbo jumbo
Mumbo jumbo, ou mumbojumbo, é uma expressão da língua inglesa ou frase que expressa uma situação ou acontecimento sem sentido. É frequentemente usada como forma de comédia ao se expressar uma crítica em diversos setores, é uma forma não pronunciável de se falar sobre uma crença em algo considerado 'não-existente' ou surreal (como fantasmas, fenômenos sobrenaturais, superstições, crendices etc.), ou sobre rituais de uma religião que o falante não acredita feita numa linguagem que ele não entende.

## Origens e utilizações anteriores
Provavelmente essa frase tem origem no nome mandingo Maamajomboo, o qual se referia a um dançarino trajado em máscaras que tomava parte em cerimônias religiosas. No século XVIII, Mumbo Jumbo referiu-se a um deus Africano do Oeste.
Mumbo Jumbo foi mencionado em um trabalho de Alex Haley, "Negras Raízes", nele o jovem Kunta Kinte, em viagem com seu pai, passa por uma vila onde "Mumbo Jumbo" havia sido solicitado de uma vila próxima para disciplinar uma esposa problemática.
"…um marido, se suficientemente aborrecido por alguma esposa briguenta e criadora de casos, poderia ir silenciosamente para uma outra vila e contratar um mumbo jumbo para vir para sua vila…Original {{{{{língua}}}}}: …a husband, if enough annoyed by a quarrelsome, trouble making wife, could go quietly to another village and hire a mumbo jumbo to come to his village…— Alex Haley
O diário de viagens de Mungo Park, Travels in the Interior of Africa|Viagens ao Interior da África, de 1795, descreve 'Mumbo Jumbo' como um personagem, completo vestido em um "hábito mascarado", que os homens do povo Mandinga podiam trajar para resolver seus problemas domésticos.
De acordo com o Concise Oxford English Dictionary:
Mumbo Jumbo é um substantivo e é o nome de um grotesco ídolo que teria sido idolatrado por tribos africanas. Em sentido figurado, Mumbo Jumbo é um objeto no qual se aplica uma idolatria sem sentido ou um ritual pagão.

## Utilização atual
O termo foi usado para descrever o Royal Marriages Act, "Ato do Casamento Real de 1772", na cobertura do casamento do Príncipe Charles, Príncipe de Gales, e Camilla Parker Bowles.

## Na ficção
Na primeira publicação, em 1899, The Story of Little Black Sambo, Black Sambo, protagonista que deu o título à obra, tem seus pais: "Black Mumbo" and "Black Jumbo".
Em 1972, Ishmael Reed escreveu o romance pós-moderno Mumbo Jumbo, no qual faz uma ligação com uma ampla influência na diáspora e cultura africana, incluindo realidades históricas como a partilha da África e o tráfico negreiro, "histórias dos escravos que atravéssaram o Atlântico, trazidos da África", bem como gripes inventadas, como o vírus "Jes Grew". O romance inclui passagem que remetem ao vocábulo da primeiras edição do dicionário The American Heritage Dictionary of the English Language que define Mumbo Jumbo como uma frase derivada da língua mandinga ma-ma-gyo-mbo, significando um "mago que faz com que os espíritos atormentados de nossos ancestrais vão embora."  Ao mesmo tempo que o romance apresenta essa definição como um verbete de dicionário e inclui uma extensa bibliografia, o trabalho é amplamente ficcional e vez ou outra margeia o limite entre os fatos e a ficção. O título também pode ser interpretado como referência à noção que obras pós-modernas como "Mumbo Jumbo" são frequentemente descartadas como obras sem sentido.
Há também, The Story of an African Farm, "A estória de uma fazenda Africana", um romance por Olive Schreiner, que se refere à metade de um "ídolo Mumboo-jumbow [que] nos deixa imensamente no escuro acerca de como era o restante."  Sua referência simboliza a confusão e a falta de descrição que vem de tal ídolo.
No famoso poema "The Congo", por Vachel Lindsay, Mumbo Jumbo é usado como uma metáfora para a religião pagã na qual os povos selvagens da África acreditam. A frase é: "MUMBO JUMBO WILL HOO DOO YOU!"